# زنبق پروانه‌ای
زنبق پروانه‌ای (نام علمی: Iris  lineolata)  یکی از گونه‌های سردهٔ زنبق است که به گروه (نام علمی: oncocyclus) که بطور اختصار به آن oncos گفته می‌شود تعلق دارد. ارتفاع گیاه ۱۵ سانتیمتر است. گل‌های سفید مایل به خاکستری با نوارهای تیره و مجزای آن فوق العاده ظریف بوده و به علت غیرعادی و فوق‌العاده بودن گیاهی فراموش نشدنی است. آویزها بطول ۴ تا ۷ سانتیمتر که تا ۲ و نیم سانتیمتر عرض داشته و درفش‌ها قدری بزرگتر از آنها هستند. در دشت‌های خشک و سنگلاخی یا دامنهٔ تپه‌ها و از ارتفاع  ۱۳۰۰ تا ۳۰۰۰ متری در خراسان یا آذربایجان یافت می‌شود. فصل گلدهی فروردین تا اردیبهشت است.